# بن دولیک
بن دولیک (به انگلیسی: Ben Dolic) (زاده ۴ می ۱۹۹۷) خواننده اسلوونیایی است.
او نماینده آلمان در یوروویژن ۲۰۲۰ بود ولی این مسابقات به دلیل دنیاگیری کووید-۱۹ برگزار نشد.